# Bombe incendiaire M-69
La bombe incendiaire M-69 est un type de bombe utilisé par l’armée américaine contre le Japon. La bombe incendiaire M-69 pèse 2,700 kg, et contient du napalm. Un chargeur appelé M19 est composé de 38 bombes AN-M69 qui tombent en grappe. Le AN-M69 était conçu par la Standard Oil.
Afin de maximiser son efficacité dans le contexte de bombardements civils, elle a tout d'abord été mise au point en Utah, dans la zone d'essai de Dugway, sur des répliques de maisons allemandes et japonaises.